# Парламент Австралии
Парламент Австралии — высший законодательный орган Австралийского Союза. Являясь двухпалатным, австралийский парламент в значительной степени смоделирован согласно Вестминстерской традиции, хотя на структуру и функции сильно повлиял опыт США (прежде всего, структура Конгресса США). Согласно части 1 главы 1 Конституции Австралии, в Парламент страны входят Король Великобритании, Сенат и Палата представителей.
Нижняя палата Парламента, Палата представителей, в настоящее время состоит из 150 депутатов, каждый из которых представляет отдельный избирательный округ. Количество мест в палате не является фиксированным и может изменяться. Например, по результатам парламентских выборов 1993 года в палате было 147 мест, в 1996 году — 148 мест, а в 2001 году — 150 мест. Депутаты Палаты избираются на 3 года по мажоритарной избирательной системе абсолютного большинства с двухпартийным предпочтительным (преференциальным) голосованием.
Верхняя палата Парламента, Сенат, состоит из 76 членов по 12 от каждого штата и по 2 от каждой континентальной территории. Сенаторы избираются на основе пропорциональной избирательной системы.

## История
Парламентаризм в Австралии берёт свою историю ещё в середине XIX века, когда были сформированы парламенты будущих австралийских штатов (тогда ещё британских колоний): в 1856 году — парламенты Нового Южного Уэльса, Виктории и Тасмании, в 1857 году — Южной Австралии, в 1860 году — Квинсленда, в 1890 году — Западной Австралии.
После образования в 1901 году Австралийского Союза был сформирован и первый федеральный парламент в Мельбурне, так как столичный город, определённый конституцией, ещё не был построен. Первые выборы прошли 29 и 30 марта того же года. 9 мая 1901 года Первый австралийский парламент был торжественно открыт принцем Георгом, герцогом Корнуолльским и Йоркским — будущим Королем Георгом V. Единственным зданием в Мельбурне, позволявшим вместить 14 000 гостей церемонии, было западное крыло Королевского выставочного центра. После официального открытия, с 1901 по 1927 годы парламент заседал в Здании парламента штата Виктория (сам парламент штата Виктория в это время заседал в здании Королевского выставочного центра). (Западное крыло было снесено в 1960-х).
|  |  |

9 мая 1927 года произошёл официальный переезд федерального Парламента в национальную столицу, город Канберру. В современном здании парламент заседает с 9 мая 1988 года.

### Старое здание Парламента
С самого начала работы Парламента предполагалось, что он будет располагаться в новой национальной столице. Подобный шаг был компромиссным решением из-за жёсткой конкуренции двух крупнейших австралийских городов — Сиднея и Мельбурна, каждый из которых желал стать столицей. Площадка для строительства будущей столицы, Канберры, была выбрана в 1908 году. 30 июня 1914 года был объявлен конкурс на проектирование Здания Парламента, с призовым фондом в размере 7,000 £. Однако начавшаяся месяцем позже Первая мировая война помешала осуществлению этих планов. Он был объявлен вновь в августе 1916 года, однако 24 ноября тоже года был снова отложен на неопределенное время. В это же время над проектом здания трудился Джон Смит Мёрдок, главный архитектор Австралии, что входило в его рабочие обязанности. Сам он относился к проекту без энтузиазма, так как в тот момент считал его пустой тратой денег и средств. Несмотря на это, он закончил разработку проекта.
Строительство Старого здания Парламента, как его называют сегодня, началось 28 августа 1923 года и было завершено в начале 1927 года. В строительстве принимали участие мастера и использовались материалы со всей Австралии. Изначально задумывалось, что Парламент пробудет в здании не более 50 лет — до строительства постоянного комплекса зданий, однако в действительности он пробыл там более 60 лет.

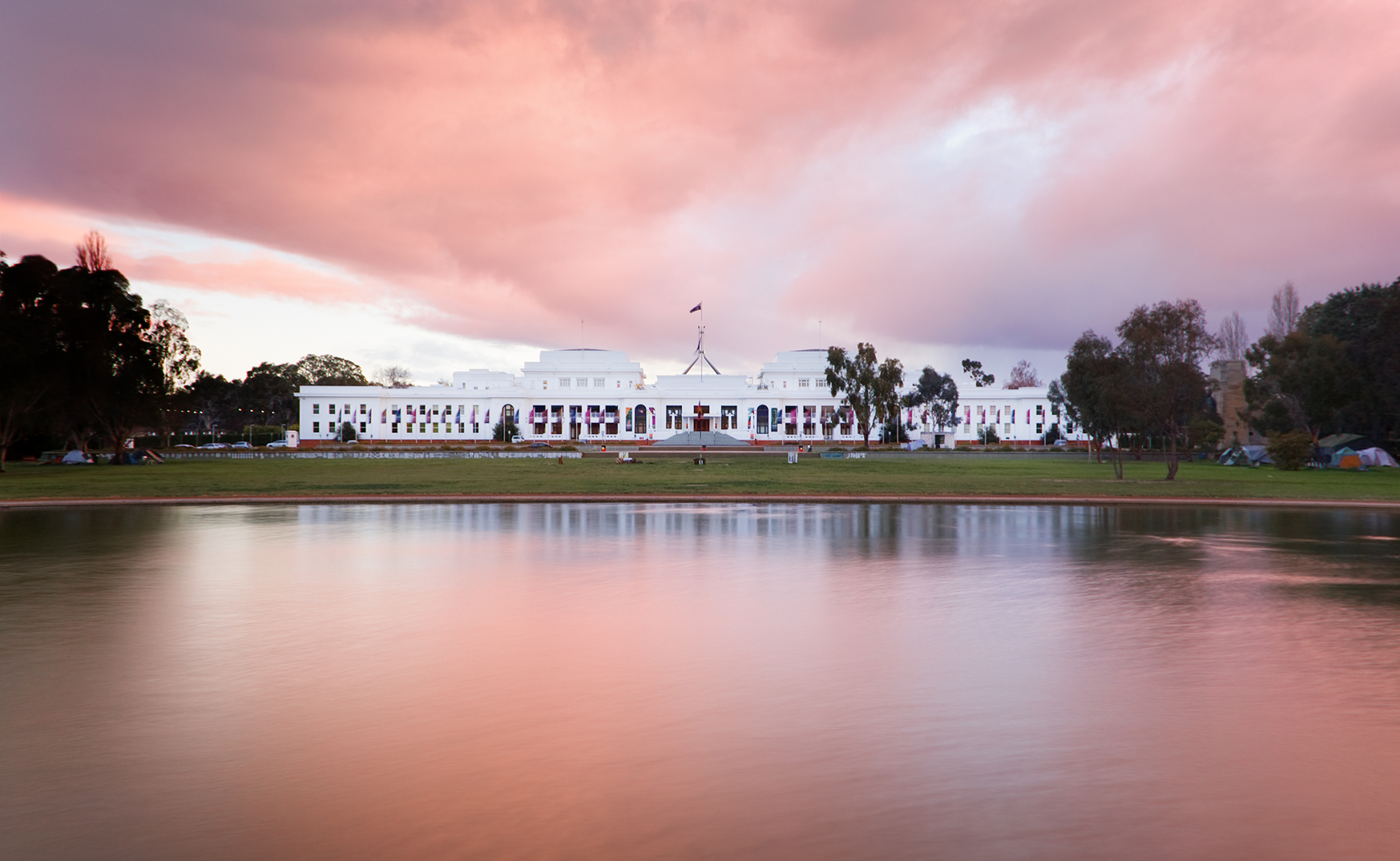
Старое здание Парламента, вид спереди

### Новое здание Парламента
В 1978 году правительство Фрейзера приняло решение о строительстве нового здания на Столичном холме; было создано «Общество строительства Здания Парламента». Был объявлен двухэтапный конкурс, документация для которого была подготовлена при участии Королевского австралийского института архитектуры и Национальной комиссии по развитию столицы. Всего на архитектурный конкурс пришло 329 работ из 29 стран.
Победителем конкурса стала архитектурная фирма из Филадельфии. Строительными работами на площадке руководил архитектор итальянского происхождения Ромальдо Джургола. Согласно проекту, большая часть здания размещалась под Столичным холмом, оканчиваясь огромным шпилем, на вершине которого устанавливался австралийский флаг внушительных размеров. При этом оформление фасадов намеренно повторяет некоторые детали Старого здания Парламента, так что между зданиями есть общие черты, несмотря на значительную разницу в размерах. Здание также было спроектировано таким образом, чтобы при взгляде издалека оно возвышалось над Старым зданием Парламента.
Строительные работы начались в 1981 году — их планировалось завершить ко Дню Австралии 26 января 1988 года, когда отмечался 200-летний юбилей основания первого европейского поселения на континенте. Первоначальная смета проекта составляла 220 млн A$. Ни сроки строительства, ни смета так и не были соблюдены. Итоговая стоимость составила более 1,1 млрд A$.
С небольшим опозданием Новое здание Парламента было открыто Королевой Австралии Елизаветой II 9 мая 1988 года — в годовщину открытия самого первого федерального Парламента в Мельбурне 9 мая 1901 года, а также открытия Временного здания Парламента в Канберре 9 мая 1927 года.

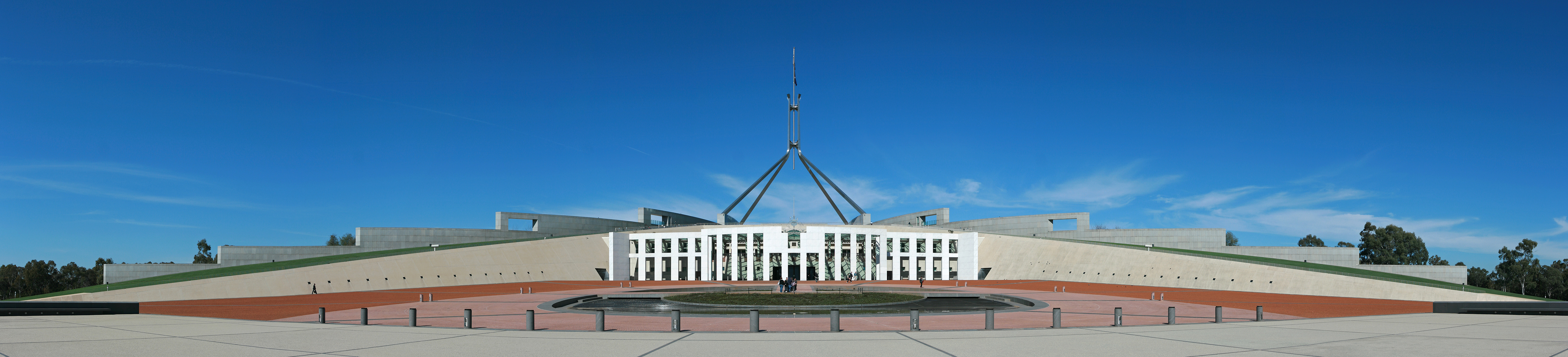
Новое здание Парламента, открытое в 1988 году, построено внутри Столичного холма позади Старого здания Парламента

## Структура Парламента

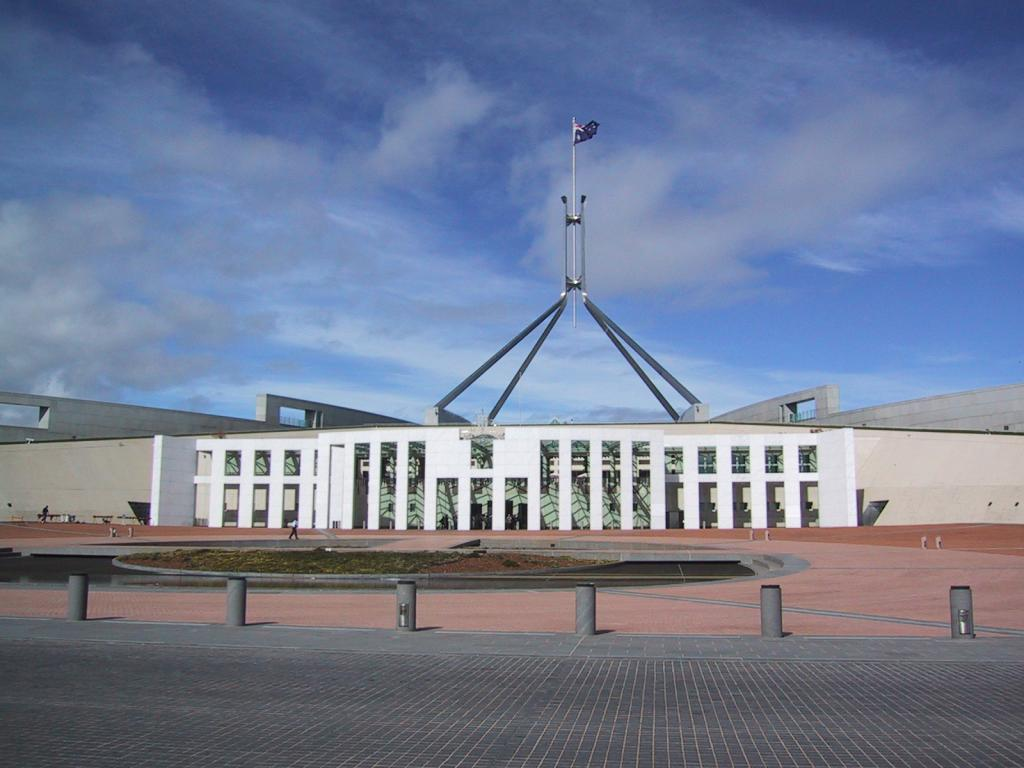
Новое здание австралийского парламента в Канберре.

### Король и генерал-губернатор
Согласно главе 1 части 1 Король Австралии является составным элементом австралийского парламента. Конституционные функции монарха делегируются генерал-губернатору, который назначается монархом по рекомендации премьер-министра страны. Одной из особенностей Конституции является то, что согласно ей генерал-губернатор наделён достаточно широкими полномочиями, например, он может отложить принятие законопроекта, передав его на рассмотрение короля. Однако в действительности, согласно конституционному обычаю, генерал-губернатор выполняет только представительские функции и имеет лишь консультативный голос при обсуждении важнейших для страны решений.
Каждый вновь избранный парламентарий (сенатор или член Палаты представителей), вступая в должность, в соответствии с гл. 42 конституции Австралии обязан принести присягу (англ. oath) или заявление (affirmation) о верности правящему в данный момент британскому монарху и его/её наследникам и правопреемникам, поскольку король или королева Великобритании является, согласно конституции, главой австралийского государства.

### Сенат

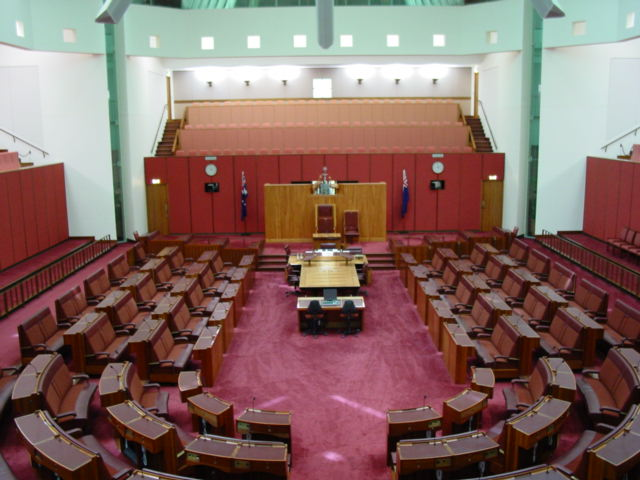
Зал заседаний Сената Австралии.

Верхней палатой австралийского парламента является Сенат, состоящий из 76 членов. Как и в Сенате США, в австралийском сенате все штаты страны имеют одинаковое представительство независимо от их численности населения. Согласно Конституции Австралии, парламент имеет право изменять количество сенаторов, но при условии, что первоначальные шесть австралийских штатов имеют в нём одинаковое представительство. Более того, Конституцией прописано, что минимальное количество представителей от каждого из этих шести штатов составляет шесть человек. Однако ни одно из этих положений Конституции не применимо к новым штатам или территориям Австралийского Союза. Согласно Закону о Парламенте, принятому в 1973 году, сенаторы избираются для представительства территорий (за исключением острова Норфолк). В настоящее время два сенатора от Северной территории представляют не только жителей своей территории, но и таких внешних территорий, как остров Рождества и Кокосовые острова. В свою очередь, два сенатора от Австралийской столичной территории представляют как столичную территорию, так и территорию Джервис-Бей.
До 1949 года каждый из шести штатов Австралии избирал по шесть сенаторов. После выборов 1949 года их число увеличилось до 10 сенаторов, а с 1984 года по настоящее время их число составляет 12 человек. Каждую территорию Австралии в настоящее время представляют по два сенатора. Выборы в Сенат проходят по партийным спискам. Сенаторы избираются на 6 лет, при этом каждые три года происходит обновление Сената ровно наполовину.

### Палата представителей

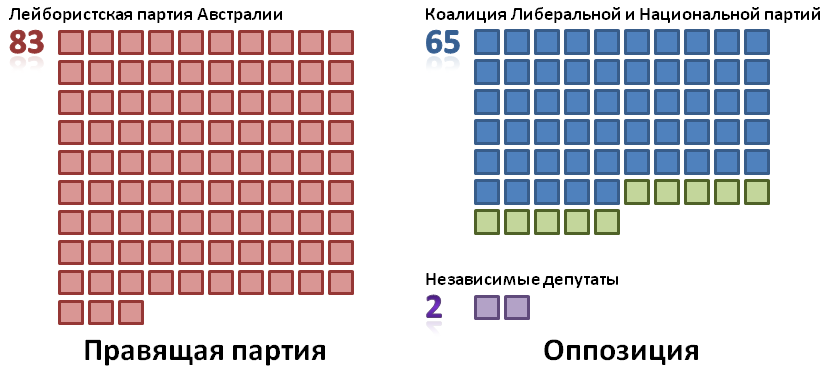
Распределение мест в нижней палате Парламента Австралии после федеральных выборов 2007 года.

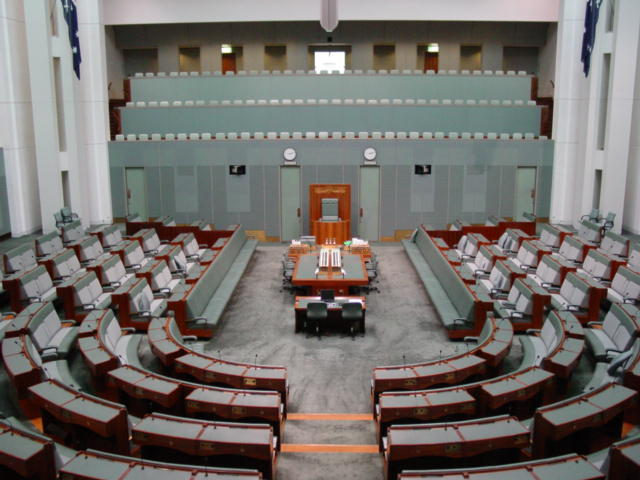
Зал заседаний Палаты представителей.

Нижней палатой австралийского парламента является Палата представителей. Депутаты нижней палаты избираются по одномандатным округам сроком на 3 года по мажоритарной избирательной системе абсолютного большинства с двухпартийным предпочтительным (преференциальным) голосованием (англ. preferential voting). Правительство формируется из депутатов нижней палаты, причём лидер партии (или коалиции партий) большинства автоматически становится премьер-министром Австралии.
Согласно Конституции, парламенту разрешается изменять число членов Палаты представителей — оно, однако, должно примерно в два раза превышать численный состав Сената. Количество депутатов, представляющих штаты и территории, пропорционально количеству их численности населения, при этом ни один из первоначальных штатов не может быть представлен менее чем 5 депутатами, независимо от населения. Конституция не гарантирует парламентского представительства территориям, однако по решению парламента в 1922 году Северная территория получила одно место. Аналогичное решение было принято по Австралийской столичной территории в 1948 году. До 1968 года представители территорий были ограничены в праве голосования. В настоящее время от каждой территории избирается по два представителя.
В 1901—1949 годах Палата представителей состояла из 74 (позднее — 75) депутатов (Сенат из 36 депутатов), в 1949—1984 годах — от 121 до 127 (Сенат до 1975 года — 60, затем — 64). В 1977 году по решению Верховного суда состав палаты был уменьшен со 127 до 124. В 1984 году произошло одновременное увеличение численности обеих палат. С тех пор палата состоит из 148—150 депутатов.

## Деятельность
Каждая из обеих палат Парламента выбирает своего председателя. В Сенате он называется президентом, а в Палате представителей — спикером. Выборы председателей проходят в виде тайного голосования, при этом ими, как правило, становятся представители правящей партии.
Конституцией Австралии регламентируется кворум для каждой из палат. Для Палаты представителей он составляет одну пятую часть от общего числа депутатов, а для Сената — одну четвёртую часть. Хотя в теории без достижения кворума какие-либо обсуждения законопроектов в палатах должны быть прекращены, на практике члены парламента с согласия присутствующих продолжают дебаты и в отсутствие некоторых парламентариев.
Решения в обеих палатах Парламента могут приниматься посредством устного голосования, когда депутаты, выкрикивая «Да» или «Нет», принимают или отклоняют законопроект. Решение в этом случае принимает председатель палаты. Если же в одной из палат найдётся хотя бы два человека, которые не согласятся с результатом, они могут потребовать «раздельного голосования»: в этой случае члены Палаты председателей или сенаторы, одобряющие законопроект, садятся на правую сторону зала заседаний, а не одобряющие его — на левую. Затем происходит подсчёт специальными уполномоченными (организаторами правительственной и оппозиционной партий в Парламенте), после чего выносится окончательное решение. Спикер Палаты представителей лишён права голоса (он вправе отдать решающий голос только в случае равного разделения голосов). Президент же Сената имеет право принять участие в голосовании, однако он не имеет решающего голоса.
В случае конфликта между обеими палатами Парламента Австралии по поводу какого-либо законодательного акта Конституцией предусмотрен одновременный роспуск обеих палат: в австралийской конституционной практике это называется «двойным роспуском», или «double dissolution». Если и после выборов конфликт продолжится, то генерал-губернатор может провести совместное заседание обеих палат (это произошло в истории Австралии только однажды — после выборов 1974 года).

## Функции

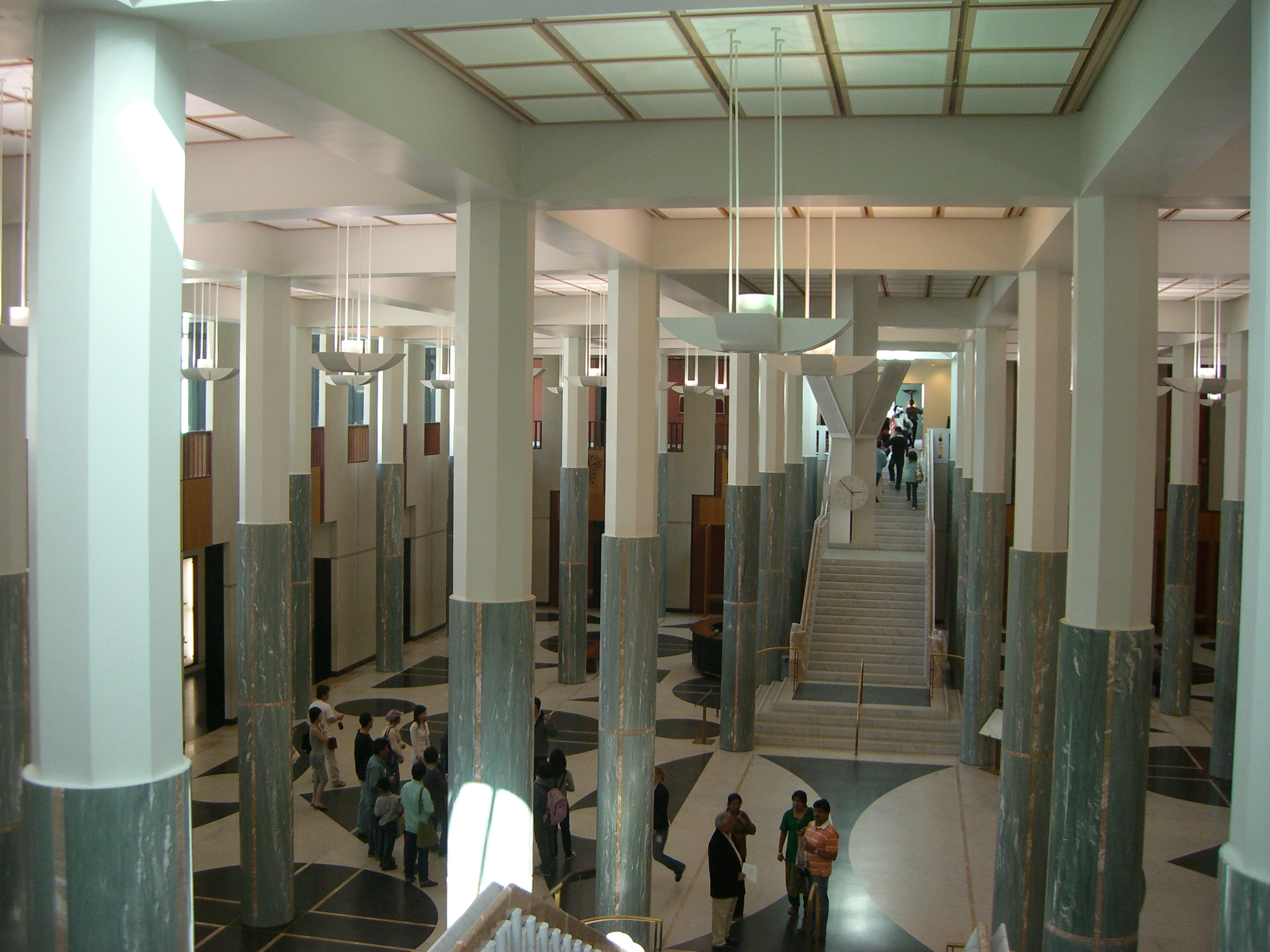
Главное фойе Парламента Австралии.

Основной функцией Парламента Австралии является принятие законов, то есть законодательная деятельность. Любой член Палаты представителей или Сената обладает правом законодательной инициативы. Это не касается финансовых законопроектов, которые в обязательном порядке вносятся в Палату представителей. На практике большая часть законопроектов вносится на рассмотрение палат министрами страны. Впоследствии все проекты должны быть рассмотрены и приняты в обеих палатах. Только после этого они становятся законами. Сенат наделён теми же законодательными полномочиями, что и Палата представителей. Однако он не может вносить изменения в финансовые законопроекты, которые или принимаются, или отклоняются.
Кроме законодательных функций, Парламент Австралии выполняет и ряд других задач. Он может обсуждать срочные вопросы или вопросы государственной важности: это функция осуществляется через проведение собрания для дебатов по вопросам государственной политики. Кроме того, парламентарии могут вынести вотум недоверия всему правительству или отдельным министрам. Существует также так называемый «час вопросов», время, отведённое парламенту для вопросов премьер-министру или другим министрам.

## Партийное представительство
В стране существуют три крупные политические партии:
- Австралийская лейбористская партия,
- Либеральная партия Австралии,
- Национальная партия Австралии.

В 2008 возникла и стала влиятельной силой не только в Квинсленде (после победы на выборах в Законодательное собрание штата в 2012 сформировала правительство штата), но и в федеральном парламенте:
- Либеральная национальная партия Квинсленда — младший партнёр либерально-национальной коалиции, представляющий её в Квинсленде. 22 места в Палате представителей и 6 в Сенате.

Правящая партия Северной территории, представленная в обеих палатах Парламента Австралии:
- Аграрная либеральная партия

Независимые депутаты и некоторые мелкие партии также представлены в парламенте — в основном в верхней палате, но их влияние незначительно. К ним относятся:
- Австралийские зелёные,
- «Семья прежде всего»,
- Австралийские демократы — Australian Democrats.

Начиная с парламентских выборов 1996 и до 2007 года у власти находилась коалиция Либеральной и Национальной партий, возглавляемая премьер-министром Джоном Говардом. В 2007 года руководство страны возглавил Кевин Радд, лидер Лейбористской партии. В 2010 году он был смещён со своего поста своим заместителем Джулией Гиллард.
На выборах 2013 коалиция либералов, Национальной партии, Либеральной национальной партии Квинсленда и Аграрной либеральной партии одержала победу и сформировала правительство во главе с лидером Либеральной партии Тони Абботтом.
По состоянию на октябрь 2014 во всех штатах и территориях страны, кроме штата Южная Австралия и Австралийской столичной территории (где у власти Лейбористская партия), у власти находятся партии либерально-национальной коалиции.